# Пия (село)
Пия — село Верхотурского городского округа Свердловской области, Россия.

## Географическое положение
Село муниципального образования Верхотурского городского округа, в 43 километрах на юго-восток от города Верхотурье (по автомобильной дороге — 50 километров), располагается по обоим берегам реки Вытека (левый приток реки Кавма, бассейна реки Пия), неподалёку от устья. Село окружено полями и хорошо просматривается со всех сторон.
В начале XX века отмечали, что Пийское село Верхотурского уезда располагалось в 336 верстах от Екатеринбурга, к северу, и от Верхотурья, к югу, в 46 верстах. Речка Вытека, на берегах которой находилось село, пересыхала летом, а деревни прихода были расположены на речках Пие и Калме. Почва глинистая, местность прихода была богата лесами, но климат нездоровый вследствие множества болот. Предполагалось, что причиною заселения места было обилие кедрового леса в прошлом, а к 1902 году он почти весь уже вырублен.

## История села
Основано в 1680 году стрельцами и посадскими людьми. Названо по реке Пия, в бассейне которой находится само село, а сама река протекала в 4 верстах от него. Главным занятием населения в 1900-х годах были куренные работы: рубка дров и приготовление угля, что заставляли крестьян удаляться в леса на всё осеннее время. Также ещё приготовляли мочала, рогожи, сита и лукошки, занимались сбором кедровых орехов и очень мало хлебопашеством.

### Николаевская церковь
До 1856 года жители прихода состояли в приходе Салдинского села. Но, вследствие дальности расстояния и неудобства пути сообщения с Салдинским селом, особенно весною при разливе рек: Пии и Салды, образовался самостоятельный приход. 26 октября 1856 года была заложена каменная однопрестольная церковь. В 1864 году по указу Пермской Духовной Консистории от 31-го Декабря за № 8811-м, в деревне Большой Пие храм был окончательно устроен, и образовался отдельный самостоятельный приход, состоящий из деревень, принадлежавших ранее к приходу Сретенской церкви Салдинского села, Малая Пия, Василева, Чернова, Таскина, Карпова, Мотырева, Глазунова и Волоковая, в количестве 520 мужского пола и 551 женского. В 1875 году к этому приходу были ещё причислены крестьяне Салдинской Сретенской церкви из деревень: Заплатиной, Батраковой и Юри в числе 173 человек. Но вскоре по их нежеланию менять приход все эти крестьяне были переведены обратно в Салдинский приход. Все прихожане были русские православные крестьяне. В 1900 году всего населения было 1775 человек (из них 873 мужчины и 902 женщины). В деревне Пие была деревянная часовня с колокольнею, построенная в честь собора Пресвятыя Богородицы, и была заложена по грамоте Митрополита Тобольского и Сибирского Филофея от 24 марта 1702 года. При построении храма часовня была разобрана; иконы из неё помещены в храм, а наиболее ветхие и старинные из них перенесены в кладовую. Каменный одноэтажный храм во имя Святителя и Чудотворца Николая Мирликийского, с такою же колокольнею, заложен 26 октября 1856 года, по благословению Архиепископа Пермского и Верхотурского Неофита, постройка его окончена в 1863 году. 13 марта 1865 года храм был освещён во имя святого Николая архиепископа Мирликийского.
Весь храм с алтарём и колокольнею длиною 15 сажен и 3 четверти, шириною 5 сажен 2,5 аршина, а вышина храма до главы с крестом 8 сажен и 1 аршин. Храм был обнесён каменною с железными решётками оградою. Около храма находились два каменных флигеля, в одном из которых жил просфорня, а в другом помещалось земское начальное училище. В 1894 году храм внутри был украшен живописью с орнаментами. Придельных алтарей при храме не было. Возле правого клироса в храме находилась икона Божией Матери «Достойно есть», приобретённая из Афонского Пантелеимонова Монастыря старанием крестьянина Евгения Иринархова Волоковых. На иконе имеется сребро-позлащенная риза, пожертвованная купеческой вдовой Раисой Михайловной Цирныщиковой. В деревне Карповой этого прихода имелась деревянная часовня, построенная в 1885 году во имя Святого Пророка Илии и Вознесения Господня; в деревне Волоковой в 1898 году была построена каменная часовня во имя Святых Апостолов Петра и Павла.
В 1932 году церковь была закрыта и стоит в полуразрушенном состоянии.

## Население
| 1873 | 2002 | 2010 | 2021 |
| ---- | ---- | ---- | ---- |
| 432  | ↘59  | ↘28  | ↘5   |